# Енола (Арканзас)
Енола (англ. Enola) — місто (англ. town) в США, в окрузі Фолкнер штату Арканзас. Населення — 318 осіб (2020).

## Географія
Енола розташована на висоті 98 метрів над рівнем моря за координатами 35°11′45″ пн. ш. 92°12′24″ зх. д. / 35.19583° пн. ш. 92.20667° зх. д. (35.195941, -92.206572).  За даними Бюро перепису населення США в 2010 році місто мало площу 7,04 км², уся площа — суходіл.

## Демографія
Згідно з переписом 2010 року, у місті мешкало 338 осіб у 126 домогосподарствах у складі 96 родин. Густота населення становила 48 осіб/км².  Було 145 помешкань (21/км²). 
Расовий склад населення:
| - 96,4 % — білих - 0,9 % — корінних американців - 0,9 % — чорних або афроамериканців |

До двох чи більше рас належало 1,8 %. Іспаномовні складали 0,9 % від усіх жителів.
За віковим діапазоном населення розподілялося таким чином: 28,1 % — особи молодші 18 років, 56,8 % — особи у віці 18—64 років, 15,1 % — особи у віці 65 років та старші. Медіана віку мешканця становила 36,7 року. На 100 осіб жіночої статі у місті припадало 100,0 чоловіків;  на 100 жінок у віці від 18 років та старших — 91,3 чоловіків також старших 18 років.
Середній дохід на одне домашнє господарство  становив 52 435 доларів США (медіана — 49 167), а середній дохід на одну сім'ю — 57 753 долари (медіана — 60 625). За межею бідності перебувало 18,4 % осіб, у тому числі 22,1 % дітей у віці до 18 років та 23,1 % осіб у віці 65 років та старших.
Цивільне працевлаштоване населення становило 162 особи. Основні галузі зайнятості: будівництво — 21,6 %, роздрібна торгівля — 16,7 %, виробництво — 14,8 %, освіта, охорона здоров'я та соціальна допомога — 14,8 %.
За даними перепису населення 2000 року в Енолі проживало 188 осіб, 58 сімей, налічувалося 72 домашніх господарств і 79 житлових будинків. Середня густота населення становила близько 48,2 осіб на один квадратний кілометр. Расовий склад Еноли за даними перепису розподілився таким чином: 99,47 % білих, 0,53 % — інших народів. Іспаномовні склали 1,06 % від усіх жителів міста.
З 72 домашніх господарств в 34,7 % — виховували дітей віком до 18 років, 68,1 % представляли собою подружні пари, які спільно проживали, в 12,5 % сімей жінки проживали без чоловіків, 18,1 % не мали сімей. 16,7 % від загального числа сімей на момент перепису жили самостійно, при цьому 11,1 % склали самотні літні люди у віці 65 років та старше. Середній розмір домашнього господарства склав 2,61 особи, а середній розмір родини — 2,86 особи.
Населення міста за віковим діапазоном за даними перепису 2000 року розподілилося таким чином: 24,5 % — жителі молодше 18 років, 4,8 % — між 18 і 24 роками, 23,9 % — від 25 до 44 років, 25,0 % — від 45 до 64 років і 21,8 % — у віці 65 років та старше. Середній вік мешканця склав 42 роки. На кожні 100 жінок в Енолі припадало 88,0 чоловіків, у віці від 18 років та старше — 89,3 чоловіків також старше 18 років.
Середній дохід на одне домашнє господарство в місті склав 40 139 доларів США, а середній дохід на одну сім'ю — 41 591 долар. При цьому чоловіки мали середній дохід в 32 083 доларів США на рік проти 28 750 доларів середньорічного доходу у жінок. Дохід на душу населення в місті склав 20 685 доларів на рік. 10,9 % від усього числа сімей в окрузі і 11,8 % від усієї чисельності населення перебувало на момент перепису населення за межею бідності, при цьому 16,7 % з них були молодші 18 років і 17,9 % — у віці 65 років та старше.